# Kurt Pscherer
Kurt Pscherer (* 3. Juni 1915 in Beneschau; † 13. April 2000 in München) war ein österreichischer Schauspieler, Regisseur und Theaterintendant.

## Leben und Wirken
Bevor Pscherer 1963 als Staatsintendant an das Staatstheater am Gärtnerplatz kam, war er Oberspielleiter am Wiesbadener Theater. Seine Berufung nach München „kam überraschend..., ohne daß eine Gastinszenierung oder Gerüchte über die ministerielle Entscheidung vorausgegangen wären“. Er trug maßgeblich zur nachhaltigen Profilierung des Hauses als Münchens Volksoper bei:
„Kurt Pscherer... betonte von Anfang an vor allem die Vielseitigkeit als Hauptargument und -instrument zum Heranwachsen des Gärtnerplatztheaters zu 'Münchens Komischer Oper' “: „'Profil und Charakter des Hauses liegen in seiner Vielfalt, heute Musical, morgen große Oper, übermorgen klassische Operette', lauteten 1966 seine Worte an das Stammpublikum“.
1969 begründete der Staatsintendant das hauseigene Gärtnerplatz-Ballett. Diese Gründung war notwendig, „um die anspruchsvollen Ballettnummern in den neu etablierten Opern von Purcell, Rameau und Händel optimal gewährleisten zu können“. Pscherer, der bis 1983 Staatsintendant des Gärtnerplatz Theaters war, führte auch Regie bei einigen Operettenfilmen für das ZDF.
Kurz vor Beginn der Premiere des Musicals „Der König und ich“ starb Pscherer im Deutschen Theater in München an den Folgen eines Herzinfarkts.

## Inszenierungen am Theater am Gärtnerplatz (Auswahl)
- 1964: Der Wildschütz
- 1964: Boccaccio
- 1964: Der goldene Hahn
- 1964: Manon Lescaut
- 1965: Die Seufzerbrücke
- 1965: Die seidene Leiter
- 1965: Salon Pitzelberger
- 1966: Der König und ich
- 1966: Zar und Zimmermann
- 1967: Der Opernball
- 1967: Das schlaue Füchslein
- 1968: Der Vogelhändler
- 1968: Hello, Dolly
- 1969: Gasparone
- 1969: Aufstieg und Fall der Stadt Mahagonny
- 1970: Rusalka
- 1970: La Traviata
- 1970: Die schöne Helena
- 1971: Die Nase
- 1971: Lieutnant Kijé
- 1971: Petruschka
- 1971: Carmen
- 1972: Die Verlobung im Kloster
- 1972: Die Zauberflöte
- 1973: Tiefland
- 1973: Kis Me, Kate
- 1973: Katerina Ismajlowa
- 1974: Der Zar läßt sich fotografieren
- 1974: Salade
- 1974: Die Wünsche der drei Jungfrauen
- 1975: Pariser Leben
- 1975: Der Bajazzo
- 1975: Cinderella
- 1976: Die sieben Todsünden der Kleinbürger
- 1976: Der Bär
- 1977: Die Trauung von Volker
- 1977: Intermesso
- 1977: Madame Butterfly
- 1978: Wiener Blut
- 1978: Undine
- 1979: Katja Kabonova
- 1979: Das Feuerwerk
- 1979: Abraxas
- 1979: Wirbelsturm
- 1980: Rigoletto
- 1980: Picknick
- 1980: Das Land des Lächelns
- 1981: Casanova
- 1981: Così fan tutte
- 1981: Das Lächeln am Fuße der Leiter
- 1982: Der Troubadour
- 1982: Die fünf Minuten des Isaak Babel
- 1982: La Bohème[6]

## Quelle
- Stefan Frey/Deutsches Theatermuseum München (Hrsg.): 150 Jahre Gärtnerplatztheater, Leipzig 2015
- Bayerisches Staatstheater am Gärtnerplatz (Hrsg.): 100 Jahre Theater am Gärtnerplatz München, München 1965